# La Blancarde (métro de Marseille)
Pour le quartier, voir La Blancarde.
La station de La Blancarde est une des 4 stations inaugurées le 5 mai 2010 sur le prolongement de la ligne 1 du métro de Marseille. Elle est située sous le parvis de la gare de Marseille-Blancarde dans le 4e arrondissement de Marseille. 
Deuxième pôle d'échanges multimodal de l'agglomération (TER, métro, tramway, bus, vélo) après la gare Saint-Charles, la station a été construite sous le parvis de la gare entièrement réaménagé à l’occasion de l’arrivée du tramway en 2007 et du métro en 2010.

## La station

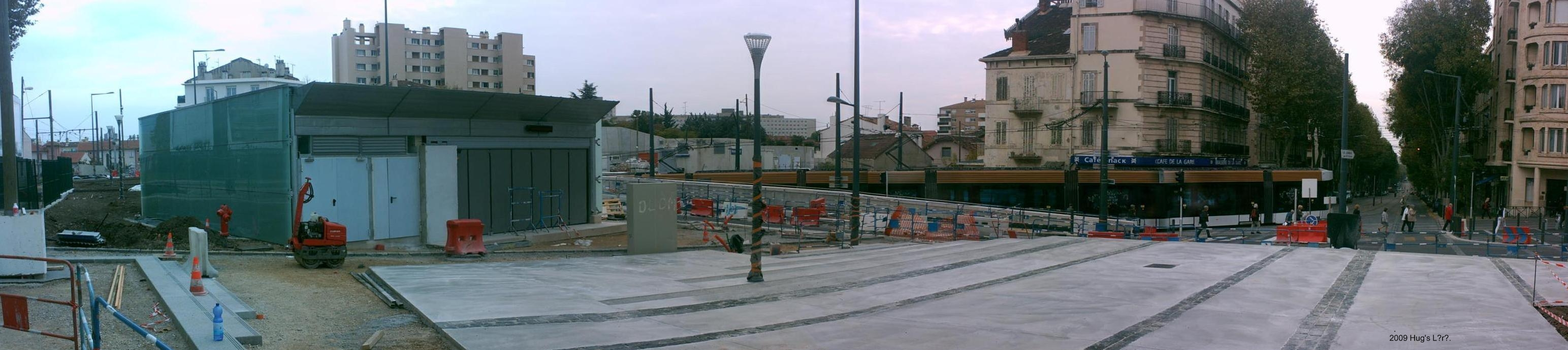
Place de la Blancarde lors des travaux

Discrète en surface, la station est très vaste et lumineuse en sous-sol grâce à la pierre blanche des murs et à la lumière naturelle qui y pénètre. Assez profonde, une importante descente plonge jusqu’aux quais, reliés par une passerelle surplombant les voies.
Elle est entièrement accessible aux personnes à mobilité réduite (PMR).
La station est construite sur deux niveaux. Au niveau de surface, on trouve l'entrée, les accès aux ascenseurs, un point d'accueil RTM, les distributeurs de billets et la zone de validation des billets (équipée de portillons anti-fraude) puis les accès aux quais. Au niveau souterrain, deux quais opposés reliés par une passerelle, encadrent la double-voie centrale.
Un parc de stationnement souterrain payant de plus de 300 places a également été construit sous la place de la gare. Ce n’est pas un parc relais géré par la RTM.

## Correspondances RTM
Station La Blancarde
- en passage en direction de Noailles et des Caillols

- en terminus en direction d'Arenc le Silo

Arrêt La Blancarde
- en terminus en direction du Métro Chartreux.

## À proximité
- Gare SNCF de la Blancarde

## Services
- Service assuré du lundi au dimanche de 5h à 1h.
- Distributeurs de titres: possibilité de régler par billets, pièces, carte bancaire.